# 小行星30935
小行星30935（30935 Davasobel），天文學臨時編號1994 AK1，是一顆位於內小行星帶的小行星，由卡羅琳·舒梅克和大衛·李維於1994年1月8日在帕洛马山天文台發現。該小行星以美國女性科學作家戴瓦·梭貝爾命名。

## 外部連結
- JPL Small-Body Database Browser on 30935 Davasobel （页面存档备份，存于）

| 前一小行星： 30934 Bakerhansen | 小行星列表 | 後一小行星： (30936) 1994 BR3 |